# 6. etape af Post Danmark Rundt 2008
Sjette etape af Post Danmark Rundt 2008 blev kørt søndag d. 3. august med start i Slagelse og mål i Frederiksberg. Ruten var 165 km og er den eneste af årets etaper på Sjælland.

## Resultatliste
|    | Navn               | Land           | Hold                | Tid     | Bonus    |
| -- | ------------------ | -------------- | ------------------- | ------- | -------- |
| 1  | Juan José Haedo    | Argentina      | Team CSC-Saxo Bank  | 3:26.49 | 15p, 10s |
| 2  | Matti Breschel     | Danmark        | Team CSC-Saxo Bank  | + 0.00  | 12p, 6s  |
| 3  | Sebastian Siedler  | Tyskland       | Skil-Shimano        | + 0.00  | 10p, 4s  |
| 4  | Kenny Dehaes       | Belgien        | Topsport Vlaanderen | + 0.00  | 9p       |
| 5  | Jurgen Roelandts   | Belgien        | Silence-Lotto       | + 0.00  | 8p       |
| 6  | Markus Zberg       | Schweiz        | Team Gerolsteiner   | + 0.00  | 7p       |
| 7  | Tyler Farrar       | USA            | Team Garmin         | + 0.00  | 6p       |
| 8  | Roger Hammond      | Storbritannien | Team Columbia       | + 0.00  | 5p       |
| 9  | Nikolas Maes       | Belgien        | Topsport Vlaanderen | + 0.00  | 4p       |
| 10 | Daniel Schorn      | Østrig         | Elk Haus-Simplon    | + 0.00  | 3p       |
| 11 | Clemens Fankhauser | Østrig         | Elk Haus-Simplon    | + 0.00  | 2p       |
| 12 | Enrico Gasparotto  | Italien        | Barloworld          | + 0.00  | 1p       |

## Bakke- og pointspurter

### 1. spurt (Roskilde, ud forRoskilde Kongres- & Idrætscenter)
Efter 72,0 km
| Vinder | Lars Bak             | 5p, 3s |
| 2.     | Morten Birck Reckweg | 3p, 2s |
| 3.     | John Devine          | 1p, 1s |

### 2. spurt (6. målpassage)
Efter 134,7 km
| Vinder | Lars Bak          | 5p, 3s |
| 2.     | Daniel Holm Foder | 3p, 2s |
| 3.     | John Devine       | 1p, 1s |

### 1. bakke (på Stibækvej)
Efter 30,4 km
| Plads | Navn                        | Point |
| ----- | --------------------------- | ----- |
| 1.    | Thomas Vedel Kvist          | 10    |
| 2.    | Kristoffer Gudmund Nielsen  | 6     |
| 3.    | Jacob Nielsen (cykelrytter) | 4     |
| 4.    | Kasper Klostergaard Larsen  | 2     |

### 2. bakke (på Svogerslevbakken)
Efter 63,9 km
| Plads | Navn                 | Point |
| ----- | -------------------- | ----- |
| 1.    | John Devine          | 10    |
| 2.    | Daniel Holm Foder    | 6     |
| 3.    | Oscar Gatto          | 4     |
| 4.    | Morten Birck Reckweg | 2     |